# N!xau
N!xau (ou G!kau ; nom de naissance : Gcao Coma) (c.16 décembre 1944 - 1er juillet 2003 ) est un paysan bochiman (bushman) du Kalahari et acteur namibien. Il est célèbre pour son rôle dans le film Les dieux sont tombés sur la tête, sa suite et trois suites non-officielles hongkongaises, dans lesquels il joue Xi, un Bochiman du Kalahari.
Le point d'exclamation de son nom représente la consonne inspirée (ou clic) de sa langue natale, une langue khoïsan.

## Biographie
Pour son rôle dans Les dieux sont tombés sur la tête, N!xau ne reçoit initialement qu'un cachet de 300 $, qu'il dépense pour acheter douze têtes de bétail (la rumeur laissant croire que N!xau aurait déchiré son contrat jugeant son cachet infondé). La polémique sur la faiblesse de son cachet pousse le réalisateur à lui verser ultérieurement 20 000 $ sur un compte à son nom.
Pour son deuxième film Les dieux sont tombés sur la tête 2, il reçoit un demi-million de rands sud-africains (environ 80 000 $).
N!xau est ensuite à l'affiche de trois suites non officielles produites à Hong Kong : Crazy Safari (titre anglais), Crazy Hong Kong (titre anglais), et The Gods Must Be Funny in China (titre anglais).
Dans un documentaire de 1993, il indique regretter d'être apparu dans Les dieux sont tombés sur la tête.
À la fin de sa carrière cinématographique, il reprend sa vie de paysan. Il meurt le 5 juillet 2003, d'une cause non déterminée, même s'il est connu qu'il souffrait de tuberculose depuis plusieurs années. Il est enterré le 12 juillet 2003 lors d'une cérémonie semi-traditionnelle à Tsumkwe (région Otjozondjupa), à côté de la tombe de sa deuxième épouse.

## Filmographie
- 1980 : Les dieux sont tombés sur la tête (The Gods Must Be Crazy) de Jamie Uys : Xhixho
- 1989 : Les dieux sont tombés sur la tête 2 (The Gods Must Be Crazy 2) de Jamie Uys : Xhixho
- 1991 : Crazy Safari de Billy Chan : Xixo
- 1993 : Crazy Hong Kong de Wellson Chin : N!xau
- 1994 : The Gods Must Be Funny in China de Cho Kin-nam et Jamie Uys : N!xau